# Lijst van rijksmonumenten in Burgh
De plaats Burgh telt 14 inschrijvingen in het rijksmonumentenregister. Hieronder een overzicht.
| Object                                          | Oorspronkelijke functie? | Bouwjaar                    | Architect                                         | Locatie               | Coördinaten?                  | Nr.?   | Afbeelding          |
| ----------------------------------------------- | ------------------------ | --------------------------- | ------------------------------------------------- | --------------------- | ----------------------------- | ------ | ------------------- |
| Huis met trapgevel                              | Woonhuis                 | 17e eeuw                    |                                                   | Burghsering 12        | 51° 41' 29" NB, 3° 43' 58" OL | 38777  | Meer afbeeldingen   |
| Kerktoren                                       | Kerk en kerkonderdeel    | 17e eeuw                    |                                                   | Burghsering 33        | 51° 41' 28" NB, 3° 43' 59" OL | 38778  | Meer afbeeldingen   |
| Nederlands hervormde kerk                       | Kerk en kerkonderdeel    | 1678 1924 (gewijzigd)       |                                                   | Burghsering 33        | 51° 41' 28" NB, 3° 43' 59" OL | 38779  | Meer afbeeldingen   |
| Crayenstein                                     | Kasteel, buitenplaats    | ca. 1890                    |                                                   | Kraaijensteinweg 25   | 51° 41' 11" NB, 3° 44' 7" OL  | 38780  | Meer afbeeldingen   |
| Hoeve 'Molenberg'                               | Boerderij                | eerste kwart 19e eeuw       |                                                   | Hogeweg 53            | 51° 41' 3" NB, 3° 43' 29" OL  | 38781  | Meer afbeeldingen   |
| 'Van Zuyenshoeve'                               | Boerderij                |                             |                                                   | Lageweg 5             | 51° 40' 33" NB, 3° 42' 56" OL | 38782  | 'Van Zuyenshoeve'   |
| Boerenhoeve met gewit boerenhuis en bijgebouwen | Boerderij                | 18e eeuw                    |                                                   | Lageweg 14            | 51° 40' 34" NB, 3° 43' 4" OL  | 38783  | Meer afbeeldingen   |
| Toledo-hoeve                                    | Boerderij                | 18e eeuw                    |                                                   | Westenschouwenseweg 2 | 51° 40' 28" NB, 3° 42' 30" OL | 38784  | Meer afbeeldingen   |
| Wit geverfd arbeidershuisje met aanbouwtje      | Woonhuis                 |                             |                                                   | Zandstraat 16         | 51° 41' 29" NB, 3° 43' 45" OL | 38785  | Meer afbeeldingen   |
| Voormalige openbare lagere school               | Onderwijs en wetenschap  | 1845 (bouw) 1916 (verbouwd) | architectenbureau Hoogenboom & Heule (verbouwing) | Kerkstraat 3          | 51° 41' 30" NB, 3° 44' 7" OL  | 496650 | Meer afbeeldingen   |
| Hoofdmeesterswoning                             | Dienstwoning             | 1850-1900                   |                                                   | Kerkstraat 5          | 51° 41' 30" NB, 3° 44' 6" OL  | 496656 | Hoofdmeesterswoning |
| Zomerzorg                                       | Woonhuis                 | 1904                        |                                                   | Burghseweg 47         | 51° 41' 40" NB, 3° 44' 16" OL | 496662 | Zomerzorg           |
| Schouwenburgh                                   | Woonhuis                 | 1938                        |                                                   | Duinwegje 32          | 51° 41' 40" NB, 3° 43' 58" OL | 496669 | Upload foto         |
| Duinwachterskantoor                             | Handel en kantoor        | ca. 1925                    |                                                   | Kraaijensteinweg 140  | 51° 40' 28" NB, 3° 42' 12" OL | 496676 | Duinwachterskantoor |